# João Pereira de Almeida
João Pereira de Almeida, primeiro e único barão de Nonoai (Santa Maria, c. 1829 — Porto Alegre, 12 de julho de 1897) foi um nobre brasileiro.
Filho de Joaquim Pereira de Almeida Proença Franco Oliveira e Francisca Justa Pereira de Almeida, casou-se com Amélia Martins França.
Foi delegado de polícia em Santa Maria, em 1870, e comandante superior da Guarda Nacional de Santa Maria e São Martinho. Aderiu ao movimento abolicionista, tendo libertado 31 escravos, conseguindo que seu sogro libertasse 23 escravos e seu irmão 19, além de outros parentes. Foi, por isso, recomendado pelo então governador da província, Manuel Deodoro da Fonseca, em 1886, para receber do governo imperial o título de barão de Santa Maria ou de Caí, mas terminou sendo agraciado Barão de Nonoai, em 4 de agosto de 1886. 
Político monarquista, retirou-se para a vida privada com a proclamação da República, apesar de ser chefe do Partido Conservador. Desgostoso com a Revolução de 1893 mudou-se para Porto Alegre, onde faleceu de gripe.
João Pereira de Almeida foi empreiteiro da ferrovia Santa Maria-Uruguaiana e se distinguiu como o primeiro estancieiro a importar animais reprodutores do estrangeiro, com o objetivo de melhorar os rebanhos gaúchos.
O bairro Nonoai em Porto Alegre foi assim denominado em sua homenagem.